# Joint Threat Research Intelligence Group
Die Joint Threat Research Intelligence Group (JTRIG) ist eine Einheit des britischen Nachrichtendienstes GCHQ. Die Existenz von JTRIG wurde im Zuge der Globalen Überwachungs- und Spionageaffäre als Teil der Enthüllungen vom früheren NSA-Auftragnehmer Edward Snowden bekannt.

## Auftrag
Der Zuständigkeitsbereich des JTRIG umfasst "schmutzige Tricks", um Feinde “zu verleugnen, zu stören, zu zersetzen und zu zerstören”, indem sie “diskreditiert” werden, Fehlinformationen platziert werden und ihre Kommunikation stillzulegen versucht wird.

## Einsätze
Beim „Cognitive Hacking“ greifen Geheimdienste aktiv in demokratische Prozesse ein, um diese zu beeinflussen, z. B. durch die Manipulation von Online-Abstimmungen. Laut GCHQ sind alle Operationen mit den britischen Gesetzen vereinbar.
Im Jahr 2011 leitete das JTRIG einen DoS-Angriff auf das Aktivistennetzwerk Anonymous. Andere JTRIG-Ziele beinhalteten das Nuklearprogramm des Iran und die Taliban in Afghanistan.
Vom JTRIG durchgeführte Kampagnen lassen sich größtenteils in zwei Kategorien einteilen; Cyberattacken und Propaganda-Bemühungen. Die Propaganda-Bestrebungen nutzen „Massenbenachrichtigungen“ und das „Streuen von Gerüchten“ in sozialen Netzwerken, wie z. B. in Twitter, Flickr, Facebook und YouTube. „False flag“-Operationen wurden ebenfalls vom JTRIG gegen Ziele eingesetzt.
Es handelt sich um eine breitflächige Diskreditierung der Netzkommunikation. Da diese Methoden auch gegen Personen verwendet werden, die keinerlei Gefahr für die nationale Sicherheit darstellen, handelt es sich um eine klare Grenzverschiebung.
Ein Computervirus namens Ambassadors Reception wurde vom GCHQ „in einer Vielfalt von unterschiedlichen Bereichen“ eingesetzt und in Folien als „sehr effektiv“ beschrieben. Der Virus kann “sich selbst verschlüsseln, alle E-Mails löschen, alle Dateien verschlüsseln, [und den] Bildschirm erzittern lassen”, wenn er an Gegner gesendet wird. Der Virus kann außerdem verhindern, dass sich der Nutzer an seinem Rechner anmelden kann.

Die Folien enthüllten außerdem die Nutzung von „Honigfallen“ sexueller Natur von britischen Agenten. Ein identifiziertes Ziel wird „an einen bestimmten Ort im Internet, oder zu einem physischen Ort“ gelockt, um dort “ein freundliches Gesicht” zu treffen, mit dem Ziel denjenigen zu diskreditieren. Eine “Honigfalle” wird auf den Folien als „sehr erfolgreich“ betrachtet, „wenn sie funktioniert“.

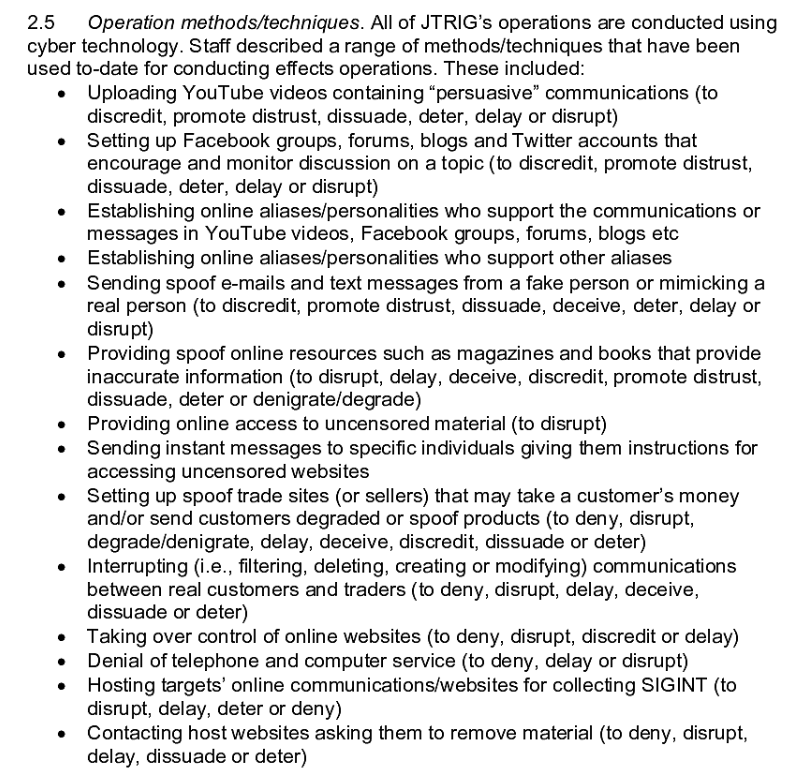
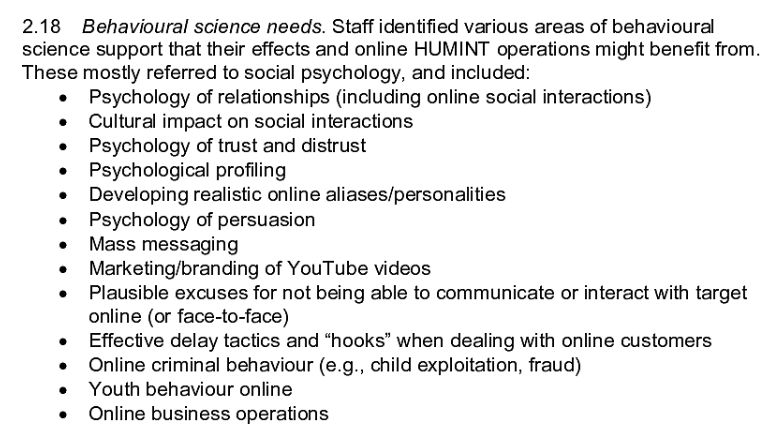
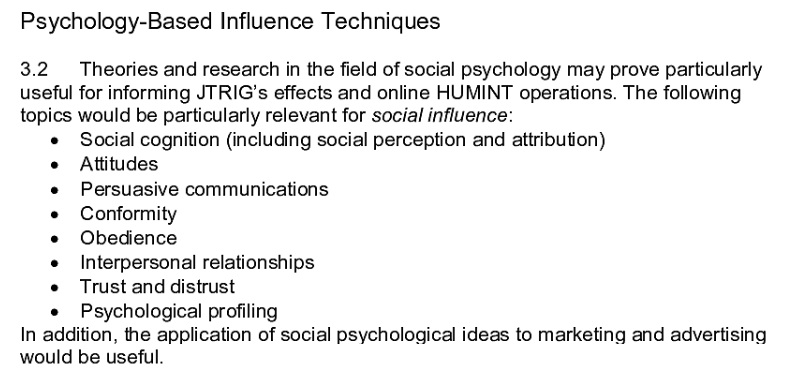
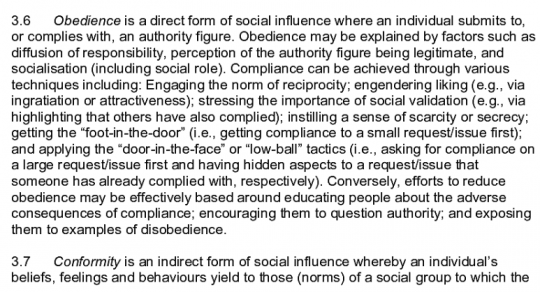

## Verweise
1. 1 2  Snowden leaks: GCHQ 'attacked Anonymous' hackers. BBC, 5. Februar 2014, abgerufen am 7. Februar 2014 (englisch).
2. 1 2 3 4 5 6 7 8 9 10  Snowden Docs: British Spies Used Sex and 'Dirty Tricks'. NBC News, 7. Februar 2014, abgerufen am 7. Februar 2014 (englisch).
3. ↑  Markus Beckedahl: „Cognitive Hacking“: Wie Geheimdienste demokratische Prozesse manipulieren. In: Netzpolitik.org. 21. Juli 2014, archiviert vom Original am 13. Juli 2015; abgerufen am 11. Juli 2015.
4. ↑  Britischer Geheimdienst: GCHQ plant Rufmord im Netz. In: Frankfurter Allgemeine Zeitung. 25. Februar 2014, abgerufen am 24. Juni 2023.